# آلیورری
آلیورری (به لاتین: Aliveri) یک شهرک در یونان است که در Kymi-Aliveri Municipality واقع شده‌است.